# دورادوس
دورادوس (بالبرتغالية: Dourados) هي مدينة واقعة في ولاية ماتو غروسو دو سول، البرازيل. تبعد عن جنوب غرب كامبو غراندي، عاصمة الولاية، بحوالي 225 كم. عدد سكانها 190000 نسمة ومساحتها 4000 كم2. تعد ثاني أكبر وأهم مدن الولاية.
بسبب حجم المدينة وأهميتها، تعد عاصمة اقتصادية وثقافية للمنطقة التي تمتلك ما يقارب المليون من السكان. تطورها كان بطيئاً حتى النصف الأول من القرن العشرين، بسبب الافتقار لوسائل النقل والطرق، خصوصا بين كامبو غراندي وولاية ساو باولو. منذ عام 1950، تطورت المدنية إثر بناء الطرق. مع ذلك استقبلت المدينة العديد من المهاجرين من أجزاء أخرى من البلاد (خصوصا سوليستاس وساو باولو) والمهاجرين بشكل رئيسي يابانيي الأصل. تمتلك المدينة علاقة جيدة مع حوالي 100 مدينة باراغويانية مجاورة، ولها أكثر من كيلومتر من الحدود، وذلك يعد عامل قوي للتنوع العرقي والثقافي بين المدينة والبلدان المجاورة.

## توأمة
لدورادوس اتفاقيات توأمة مع:
- سانتا ماريا، ريو غراندي دو سول

## أعلام
- لوكاس ليفا
- أدريانو ألفيس دوس سانتوس
- جواو باولو سيلفا مارتينز
- كيريسون
- أندريه ألفيس